# Drabescus minipenis
Drabescus minipenis är en insektsart som beskrevs av Zhang, Zhang och Chen 1997. Drabescus minipenis ingår i släktet Drabescus och familjen dvärgstritar. Inga underarter finns listade i Catalogue of Life.